# Fohnsdorf
Fohnsdorf ist eine im Bezirk Murtal gelegene Gemeinde des österreichischen Bundeslandes Steiermark mit 7662 Einwohnern (Stand 1. Jänner 2025). Die Gemeinde wurde 1850 eingerichtet und gehört seither zum Gerichtsbezirk Judenburg und ersteckt sich vom Aichfeld bis zum Kamm des Gaaler Höhenzugs. Fohnsdorf besteht aus sieben Katastralgemeinden und zehn Zählsprengeln. 1114 wurde der Ort erstmals als „Fanestorf“ urkundlich erwähnt und im 19.Jahrhundert durch den Braunkohlebergbau bekannt, der Wodzicki-Schacht war mit Stollen bis zu einer Tiefe von knapp 1200 Meter der tiefste Braunkohlebergbau der Welt.

## Geografie

### Geografische Lage
Fohnsdorf liegt etwa fünf Kilometer (Luftlinie) nördlich der Bezirkshauptstadt Judenburg an der Nordgrenze des Aichfelds (auch Aichfeld–Murboden, Judenburg–Knittelfelder-Becken oder Fohnsdorfer Becken genannt). Das Aichfeld liegt im oberen Murtal (gesamter Längstalabschnitt der Mur in der Mur-Mürz-Furche). Das Obere Murtal wird durch das Aichfeld in zwei unterschiedliche Teile geteilt – dem westlichen Teil (manchmal als Oberes Murtal im engeren Sinn bezeichnet), zu dem der Bezirk Tamsweg (Salzburg) sowie der Bezirk Murau und Teile des Bezirks Murtal gehören sowie dem östlichen Teil unterhalb der Talenge bei Kraubath an der Mur.

### Berge
Die höchsten Berge sind der Hölzelkogel (1451 m ü. A.), die Rattenberger Höhe (1430 m) und der Fohnsdorfer Berg (1299 m). Weitere Erhebungen sind der Furtnerhübel (1266 m), der Rinachkogel (1257 m), der Schlapfkogel (1230 m), der Schlossberg (1053 m), der Sillweger (1257 m), der Vormacherberg (1119 m), der Waldkogel und der Zechnerriedel (1295 m).

### Täler
Im Gemeindegebiet befinden sich mehrere Täler (von West nach Ost). Der Allerheiligengraben bildet die Grenze zwischen Fohnsdorf und Pöls-Oberkurzheim, der östliche Teil des Tals mit dessen Seitentälern Dirnberggraben, Hüblergraben, Steinmetzgraben und Distlingergraben liegt im Fohnsdorfer Gemeindegebiet. Der Kumpitzer Graben liegt nördlich von Kumpitz, der Dietersdorfer Graben nördlich von Dietersdorf. Westlich davon liegt der nördlich dem Ortszentrum gelegene Fohnsdorfer Graben, dazwischen der Wintergraben. Die östlichsten Täler sind der Sillweger Graben und der Rattenberger Graben.

### Gewässer
Der Dietersdorferbach hat ein Einzugsgebiet von 6,34 und der Fohnsdorferbach ein Einzugsgebiet von 6,25 Quadratkilometern und stellen damit die größten in Fohnsdorf entspringenden Gewässer dar. Beide münden – so wie der Allerheiligenbach, der Reiterbach, der Fohnsdorferbach und der Westliche Dinsendorferbach – in den Pölsfluss. Weitere Nebenflüsse des Pölsflusses sind der Steinmetzgrabenbach, der in den Allerheiligenbach mündet und der Winterbach, der in den Fohnsdorferbach mündet.
Der Rattenbergerbach mit seinen Nebenflüssen Obermoosbach (Zuflüsse: Blümeltalbach, Wassergraben) und Rattenbergerbach Umleitungsgerinne (Zufluss: Sillwegbach, dessen Zufluss: Rinachbach) vereinigt sich in Flatschach (Spielberg) mit dem Flatschacherbach und mündet in den Linderbach.
Auch der Kropfgrabenbach und sein Zufluss, der Brunngrabenbach, entspringen in Fohnsdorf und münden in den
Flatschacherbach.
In Zeltweg münden sowohl der Pölsfluss als auch der Linderbach in die Mur – das größte Fließgewässer Fohnsdorfs.

### Ausdehnung des Ortsgebietes
Der Allerheiligengraben ist die westliche Grenze der Gemeinde Fohnsdorf, westlich davon liegt Pöls-Oberkurzheim. Der Gebirgszug Gaaler Höhe stellt die nördliche Grenze dar und trennt die Gemeinde Fohnsdorf von Gaal. Kurz vor der Flatschacher Höhe verläuft die Grenze nach Süden, der Kropfgraben gehört zu Fohnsdorf und die Brandkuppe auf 1064 Meter Höhe zu Spielberg (Ortsteil Flatschach), der östlichen Nachbargemeinde. Teile des Fliegerhorsts Hinterstoisser gehören zu Fohnsdorf, die Gebäude liegen zur Gänze in Zeltweg. Auf der Fläche des Fliegerhorsts verläuft die Grenze nach Westen, kreuzt die Fohnsdorfer Bahn und trennt Fohnsdorf und Zeltweg. Die Grenze verläuft in nicht gerader Linie nach Süden und trifft auf die Mur, wo sich Fohnsdorf, Zeltweg und Weißkirchen in Steiermark kreuzen. Bis nach dem Einkaufszentrum Arena am Waldfeld (meist „Arena“ genannt) bildet die Mur die Grenze zu den Gemeinden Weißkirchen in Steiermark und Judenburg, danach verläuft die Grenze nach Norden, das gesamte Einkaufszentrum und wirtschaftliche Einrichtungen außerhalb des Einkaufszentrums (z. B. eine Filiale von Eurospar) gehören zu Fohnsdorf, wirtschaftliche Einrichtungen nördlich der Murtal Schnellstraße (z. B. eine Rudolf-Leiner-Filiale und zwei Autohäuser) gehören zu Judenburg. Weiter nördlich bildet der Pölsbach die Grenze zwischen Fohnsdorf und Judenburg, bis sich Fohnsdorf, Judenburg und Pöls-Oberkurzheim in Passhammer treffen.
Das Gemeindegebiet hat eine Fläche von 54,69 Quadratkilometern, davon sind 24,98 Quadratkilometer Dauersiedlungsraum und 9,63 Quadratkilometer Siedlungsraum.

### Gemeindegliederung
Die Gemeinde Fohnsdorf besteht aus folgenden sieben Katastralgemeinden (Einwohner 01.01.2025):
Aichdorf  (486,31 ha - 455 Ew.)
Dietersdorf (695,88 ha - 2.822 Ew.)
Fohnsdorf (874,42 ha -  2.697 Ew.)
Hetzendorf (348,01 ha - 1.014 Ew.)
Kumpitz (1.297,80 ha - 126 Ew.)
Rattenberg (1.281,36 ha - 200 Ew.)
Sillweg (485,00 ha - 348 Ew.)
Die Gemeinde Fohnsdorf besteht aus folgenden zehn Zählsprengeln:
| Zählsprengel             | Einwohner (1. Jänner 2022) |
| ------------------------ | -------------------------- |
| Aichdorf                 | 464                        |
| Dietersdorf              | 1833                       |
| Fohnsdorf-Nordwest       | 700                        |
| Fohnsdorf-Ost-Dinsendorf | 796                        |
| Fohnsdorf-Südwest        | 525                        |
| Fohnsdorf-Zentrum        | 630                        |
| Hetzendorf               | 1043                       |
| Kumpitz                  | 146                        |
| Sillweg-Rattenberg       | 560                        |
| Wasendorf                | 861                        |

### Abtrennung der Gemeinde Zeltweg
Am 12.August 1872 stimmte der Fohnsdorfer Gemeinderat einstimmig der Abtrennung der beiden Katastralgemeinden Farrach und Zeltweg als Gemeinde Zeltweg zu. Die Abtrennung per Landesgesetz wurde am 24.Juni 1874 vollzogen 

### Eingemeindungen
Mit 1. Juli 1928 wurde die Katastralgemeinden Dietersdorf und Wasendorf von der Gemeinde Kumpitz abgetrennt und nach Fohnsdorf eingemeindet. Die Gemeinde Kumpitz wurde am 1. Juli 1948 mit der Gemeinde Fohnsdorf vereinigt.

### Nachbargemeinden
Von Norden beginnend, im Uhrzeigersinn:
- Gaal
  - Ortsteil Gaalgraben
  - Ortsteil Graden
- Spielberg
  - Ortsteil Flatschach
- Zeltweg
  - Ortsteil Neuzeltweg
  - Ortsteil Farrach
- Weißkirchen in Steiermark
  - Ortsteil Maria Buch
- Judenburg
  - Ortsteil Murdorf-Nord
  - Ortsteil Magdalenavorstadt-Nord
  - Ortsteil Strettweg-Waltersdorf
- Pöls-Oberkurzheim
  - Ortsteil Allerheiligen

### Geologie
Ein Braunkohlevorkommen wurde von 1856 bis 1980 gefördert – im tiefsten Braunkohlebergbau Europas (über 1000 Meter Tiefe). Die „Halde“ – ein Kohle-Ton-Gemisch – blieb zurück, die Halde brannte durch den großen Eigendruck aus – in der Tiefe brennt sie mit über 1200 Grad Celsius. Die Halde besteht aus Siliciumdioxid, Aluminiumoxid und Eisen(III)-oxid. Im Gebiet der heutigen Südsteiermark bestand ein Meer, das bis zur Koralpe reichte. Bei Bad Gleichenberg existierte eine Bucht mit Vulkanen – der Ablagerungsraum reichte bis in die Mur-Mürz-Furche, wobei das Kohlevorkommen in Fohnsdorf entstand.

### Klima
Mit einer durchschnittlichen Temperatur von 14 bis 25 Grad Celsius ist der Juli der wärmste Monat, der Jänner mit einer durchschnittlichen Temperatur von −5 bis 1 Grad Celsius der kälteste. Von Mai bis Juli gibt es durchschnittlich je 15 Regentage und von Jänner bis März je neun und von Juni bis August täglich acht Sonnenstunden und von November bis Jänner je zwei.

## Bevölkerung

### Bevölkerungsentwicklung
Die Einwohneranzahl stieg ab 1869 an. Waren es 1869 erst 3.345 Einwohner, so waren es 1900 10.013. Zu Zeiten des Bergbaues stieg die Anzahl bis auf über 11.000, mit der Schließung 1978 sank die Anzahl wieder. Heute (Stand 2016) leben 7.715 Personen in Fohnsdorf.
Quelle: Statistik Austria
Von 2001 bis 2011 sankt die Bevölkerungsanzahl um 593, davon 404 durch die Geburtenbilanz und 189 durch die Wanderungsbilanz.
2013 wurden 53 geboren und 87 starben, was einer Geburtenbilanz von −34 entsprach. 339 zogen nach Fohnsdorf und 402 zogen weg, was einer Wanderungsbilanz von −63 entsprach. Von den 339 Zuzügen kamen 33 aus dem Ausland und 306 aus Österreich; von den Wegzügen zogen 35 ins Ausland und 367 in eine andere Gemeinde Österreichs.
2014 wurden 47 geboren und 100 starben, was einer Geburtenbilanz von −53 entsprach. 382 zogen nach Fohnsdorf und 370 zogen weg, was einer Wanderungsbilanz von +12 entsprach. Von den 382 Zuzügen kamen 43 aus dem Ausland und 339 aus Österreich; von den Wegzügen zogen 24 ins Ausland und 346 in eine andere Gemeinde Österreichs.
2015 wurden 62 geboren und 100 starben, was einer Geburtenbilanz von −38 entsprach. 354 zogen nach Fohnsdorf und 344 zogen weg, was einer Wanderungsbilanz von +10 entsprach. Von den 354 Zuzügen kamen 44 aus dem Ausland und 310 aus Österreich; von den Wegzügen zogen 32 ins Ausland und 312 in eine andere Gemeinde Österreichs.
2016 wurden 42 geboren und 91 starben, was einer Geburtenbilanz von −49 entsprach. 422 zogen nach Fohnsdorf und 403 zogen weg, was einer Wanderungsbilanz von +19 entsprach. Von den 322 Zuzügen kamen 57 aus dem Ausland und 365 aus Österreich; von den Wegzügen zogen 49 ins Ausland und 354 in eine andere Gemeinde Österreichs.

### Bevölkerung
Von den 7743 Einwohnern (Stand: 2016) haben 7339 die österreichische Staatsbürgerschaft, 7218 wurden in Österreich geboren. 2015 zogen 354 Personen nach Fohnsdorf, davon kamen 44 aus dem Ausland und 310 aus einer anderen Gemeinde Österreichs. 344 Personen zogen aus Fohnsdorf weg, davon gingen 32 ins Ausland und 312 in eine andere Gemeinde Österreichs. 288 zogen innerhalb der Gemeinde um.
Gemäß der Registerzählung 2011 lebten 7930 Personen in Fohnsdorf, davon waren 12,3 % unter 15 und 25,1 % über 65 Jahre alt. 4,4 % hatten eine andere Staatsbürgerschaft. 65,8 % der 15- bis 64-Jährigen waren erwerbstätig, 6,4 % arbeitslos. 66,2 % hatten einen Sekundarabschluss und 5,8 % einen Tertiärabschluss. 66,1 % der Erwerbstätigen pendelten aus der Gemeinde. Es gab 3568 Privathaushalte mit durchschnittlich je 2,2 Mitgliedern sowie 2299 Familien.
2014 lebten 7797 Menschen in Fohnsdorf, waren 11,5 % unter 15 und 25,8 % über 65 Jahre alt. 5 % hatten eine nichtösterreichische Staatsbürgerschaft. 67,7 % der 15- bis 64-Jährigen waren erwerbstätig, 8,5 % waren arbeitslos. 67,2 % hatten einen Sekundarabschluss und 6,4 % einen Tertiärabschluss. 65,7 % der Erwerbstätigen pendelten aus der Gemeinde. Es gab 3585 Privathaushalte mit durchschnittlich je 2,15 Mitgliedern sowie 2293 Familien. Es gab 761 Unternehmen und 893 Arbeitsstätten, bei denen 3754 Arbeitnehmer beschäftigt waren.

### Wohnraum
Gemäß einer Erhebung der Statistik Austria gab es 2011 in der Gemeinde Fohnsdorf 2.318 Gebäude, davon 2.072 Wohngebäude sowie 4.395 Wohnungen, davon 3.563 Hauptwohnsitzwohnungen. 865 Personen haben einen Nebenwohnsitz in Fohnsdorf (11,1 je 100 Einwohnern), davon sind 502 Männer und 363 Frauen.

### Religion
Die Pfarre Fohnsdorf ist eine römisch-katholische Pfarrei, die zur Diözese Graz-Seckau und damit zur Kirchenprovinz Salzburg gehört. Pfarrer ist Gottfried Lammer. Die ersten Missionare kamen in der Mitte des 8. Jahrhunderts aus Salzburg in die Umgegend Fohnsdorfs, im 9. und 10. Jahrhundert entstanden in Fohnsdorf, Kobenz und Pöls (heute Pöls-Oberkurzheim) Kirchen. Im 11. Jahrhundert wurde die Pfarre Fohnsdorf gegründet, sie zählt damit zu den ältesten steirischen Pfarrgründungen des Erzbischofs Gebhard; die Pfarre erhielt 1061/62 das Tauf- und Begräbnisrecht. 1147 wurde die Pfarre urkundlich erwähnt. 2016 bekam die Pfarre sieben neue Ministranten. Seit 1981/82 gibt es einen Singkreis. Die Katholische Jugend Österreich ist in der Pfarre ebenfalls vertreten.

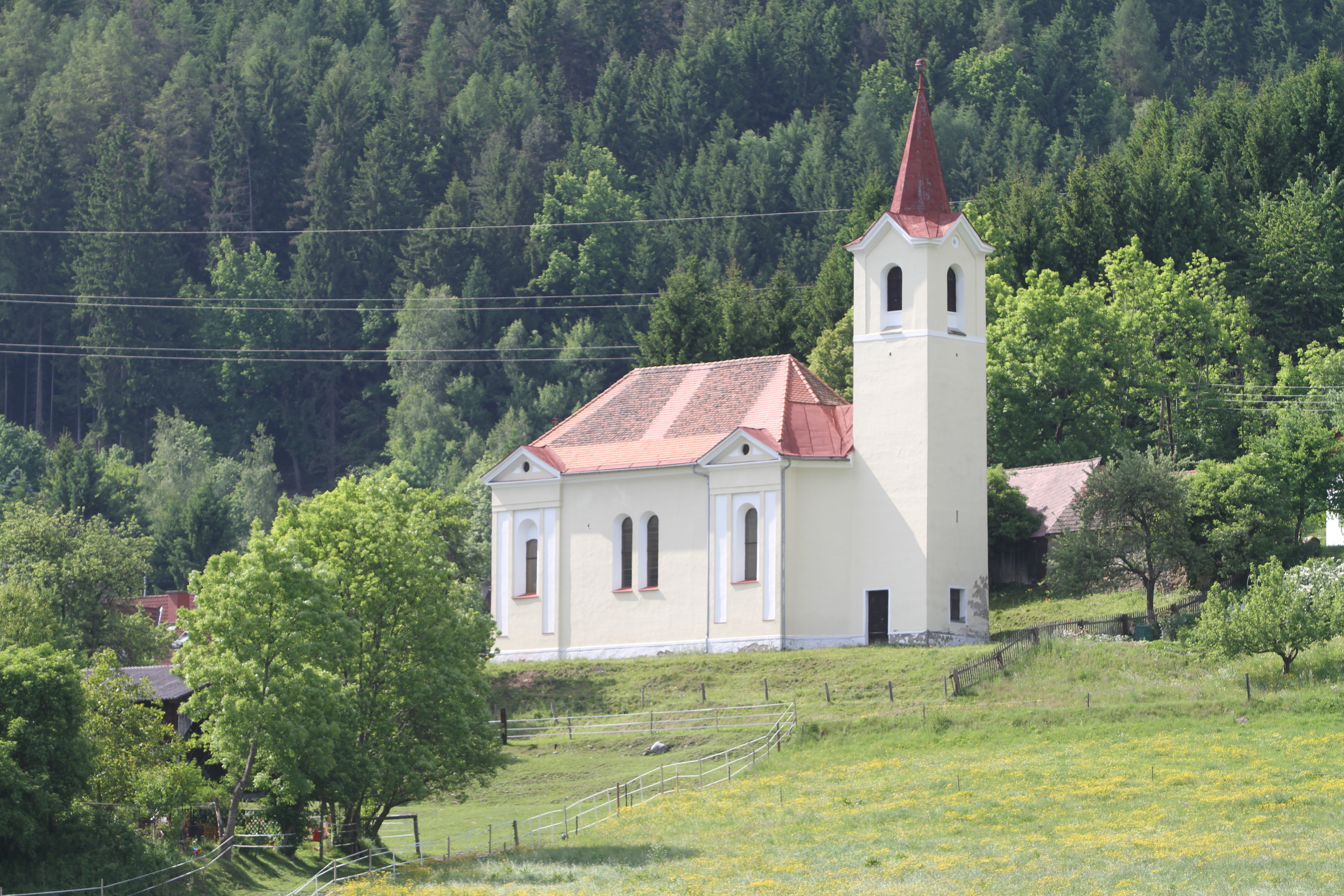
Filialkirche in Sillweg, dem heiligen Georg gewidmet

In Hetzendorf gibt es eine Weihstätte (1981 erbaut) und in Dietersdorf (erbaut 1999) und Rattenberg Messkapellen.
1938 wurde ein Grundstück zum Bau einer evangelischen Kirche erworben, 1960 wurde mit dem Bau begonnen und 1964 die Christuskirche eingeweiht. Am 13. Dezember 2003 wurde eine neue Kirche in Judenburg der Bestimmung übergeben. Im ehemaligen Bezirk Judenburg gibt es ungefähr 650 evangelische Personen, ungefähr 45 besuchen den Gottesdienst. Die evangelische Kirche in Fohnsdorf wurde verkauft.
Die Zeugen Jehovas besitzen einen „Königreichssaal“ in der Grabenstraße, nördlich des Hauptplatzes.

## Geschichte
Das Aichfeld war gegen Ende der Jungsteinzeit (ungefähr 2000 v. Chr.) besiedelt, die Besiedelung Fohnsdorfs während der Hallstattzeit (800 bis 450 v. Chr.) ist belegt. Von 15 v. Chr. bis zum 5. Jahrhundert gehörte das Gebiet zum Römischen Reich. Aus der Umgegend Fohnsdorf gibt es Funde aus der Römerzeit; in Fohnsdorf selbst lässt sich keine Ansiedlung feststellen. Nach 476 (Auflösung des Weströmischen Reichs) wanderte die römische Bevölkerung größtenteils ab, wenige Einheimische blieben zurück.
Ab dem 6. Jahrhundert wanderten Slawen ein, die Ortsnamen Flatschach, Kumpitz, Sillweg und Strettweg sind nachweisbar slawischer Herkunft. Kumpitz wurde 1148 als „Chuntuz“ und 1285 als „Chuntwiz“ urkundlich erwähnt, Strettweg 1149 als „Strevic“ und 1181 als „Strethwich“ (wahrscheinlich: „streckovice“: ein Ort, an dem es viele Bremsen gibt). Flatschach kommt von altslawischen Wort „blacah“ und bedeutet „bei den Leuten am Moos“ oder „die Siedlung am Moos“. Göttschach (in Rattenberg) wurde von slawischen Bauern so benannt (slawisch: „goricah“; bedeutet „bei den Leuten am kleinen Berg“).
Die Awaren wurden von Borouth (Karantanien) und Herzog Odilo von Bayern geschlagen und die Karantaner kamen unter bairische und später fränkische Herrschaft, wonach bairische Adelige und Bauern in das Fohnsdorfer Gebiet kamen und ab dem 9. Jahrhundert Herrenhöfe und neue Dörfer gründeten. Die Grundstücksaufteilungen legen nahe, dass Fohnsdorf sowie die Pfarrkirche während der Karolingerzeit im 9. Jahrhundert gegründet worden sein könnte.
Fohnsdorf selbst wurde 1141 als „Fanestorf“ “ (nach dem altdeutschen Pensonennamen Fano) erwähnt. Von 1282 sind zwei Zehenthöfe bekannt. Die mächtige Burganlage der Erzbischöfe von Salzburg im Ort fiel 1292 der Fehde mit dem steirischen Erzherzog Albrecht zum Opfer. Oberhalb des Ortes entstand nach 1309 eine kleinere, neue Burg, die aber im 16.Jahrhundert verlassen wurde, nachdem sie noch im Ungarnkreg von 1480-90 umstritten war.

### Neuzeit vor dem 19. Jahrhundert
Fohnsdorf war eine der Urpfarren des Bezirks Murtal. 1770 wurde der Werbezirk (später Steuerbezirk Fohnsdorf) eingerichtet, der zunächst neben den heutigen sieben Katastralgmeinden auch die KGs Farrach, Zeltweg und Tiefenbach umfasste. Bis 1803 war die Herrschaft Fohnsdorf im Besitz des Herzogtums Salzburg (heute Erzdiözese Salzburg) und bis zur Aufhebung der Leibeigenschaft in Österreich 1848 auf sieben Grundherrschaften aufgeteilt. Die meisten Gebäude gehörten der Staatsherrschaft Fohnsdorf, ein oder mehrere Häuser den Grundherrschaften Großlobming, Paradeiskloster (Judenburg), Authal, Pfarrgült Fohnsdorf, Reifenstein und Liechtenstein.
Der Beginn der Kohlegewinnung in Fohnsdorf brachte einen wirtschaftlichen Aufschwung mit sich. 1670 wurde unter Johann Adolf von Schwarzenberg ein Tagebau bei Dietersdorf in Betrieb genommen. Bis 1760/90 dominierte die Holzkohle in Österreich, ehe Maria Theresia und Joseph II. versuchten, Steinkohle umfangreich nützlich anzuwenden. Bis 1840 wurde die Kohle in erster Linie zur Alaunherstellung verwendet (Sudhütte). Kohle wurde abgebrannt und aus der Asche das Alaunsalz ausgelaugt, das weltweiten Absatz fand. Erst die Inbetriebnahme der Stahl- und Walzwerke in Judenburg und Zeltweg führte zu einer gewinnbringenden Steigerung des Kohleabbaues.
Seit dem 15. Jahrhundert ist ein Hammer- oder Sensenwerk in Passhammer bekannt, das später zu einem Stahl- und Walzwerk ausgebaut wurde (1870–1901). Weiters gab es die Blech- und Eisenwerke Styria in Wasendorf (1870–1942), das Hetzendorfer Blechwalzwerk (1872–1918) und die Hetzendorfer Braunpappenfabrik (1889–1916).

### 19. Jahrhundert
1823/24 wurde der Franziszeische Kataster für Fohnsdorf erstellt. Die Industrialisierung hatte wenig Bedeutung, so waren 90 Prozent der Bevölkerung in der Landwirtschaft tätig. Hetzendorf war an der nördlichen Terrassenkante der Straße von Fohnsdorf nach Judenburg – Übergang über den Pölsbach – besiedelt; in Aichdorf gab es zwei Siedlungsreihen in Terrassenlage sowie Einzelgehöfte am Talboden des Pölsbaches. Am Nordrand des Aichfelds lagen die Weiler Dinsendorf, Göttschach und Kumpitz, die Bachuferdörfer Dietersdorf und Rattenberg, das Platzdorf Sillweg sowie das Haufendorf Fohnsdorf. Im Allerheiligengraben, im Westen des Dietersdorfer Grabens und nördlich von Rattenberg gab es Streusiedlungen.
1840 übernahm der Bergbau den gesamten Grubenbesitz der letzten Alaunbetriebe von Anton Maria Wickerhauser. Der Gewerke Josef Sonnhaus nutzte die Vorteile des nahen Bergbaus und errichtete 1847 ein Puddelwerk in Judenburg. Ab 1849 besaß der Leobener Gewerke Karl Mayr dieses Werk. Hugo Henckel von Donnersmarck hatte mit seinen Werken im Lavanttal große Frachtkosten und suchte um 1850 einen neuen Standort in der Nähe des Bergbaus, womit die Kohle zum ausschlaggebenden Standortfaktor der Eisenindustrie wurde.
1840 wurden im Kohlebergwerk Fohnsdorf von 18 Beschäftigten 1500 Tonnen Kohle gefördert, bis 1845 stieg die Förderungsmenge auf 3260 Tonnen jährlich bei 36 Beschäftigten. Absatzschwierigkeiten, schwierige technische Verhältnisse, Grubenbrände und Arbeitskräftemangel sorgten in den 1840er-Jahren für Schwierigkeiten. Der Arbeitskräftemangel wurde durch ortsfremde Arbeitskräfte ausgeglichen.
Die politische Gemeinde Fohnsdorf wurde 1849/50 errichtet.
1875 wurde die vorläufige Höchstfördermenge von 263.000 Tonnen erreicht.
1868 wurde die Rudolfsbahn eröffnet, 1870 mit der Fohnsdorfer Bahn eine Stichstrecke nach Zeltweg eröffnet und Fohnsdorf damit an das Schienennetz angeschlossen. Die Schachtanlagen Antoni (Dietersdorf), Josefi (im Westen des Ortskerns) und Lorenzi (im Osten des Ortskerns) waren bis 1900 mit Gleisanschlüssen versehen. Bis 1880 nahm die Bevölkerung um 61,9 Prozent zu (im Vergleich dazu: Graz: 23,3 Prozent, Judenburg: 28,1 Prozent, Köflach: 58,8 Prozent).
Gemäß einer 1873 vom Arzt Johann Hammerschmied veröffentlichten Statistik lag der Kohlebergbau Fohnsdorf mit 175,5 Erkrankungen pro 100 Beschäftigten im Spitzenfeld, bei der Mortalität lag Fohnsdorf mit 3,06 Prozent von 100 Arbeitern hinter dem Eisensteinbergbau in Reichenau an der Rax (3,63 Prozent) an zweiter Stelle.

#### 1880er-Jahre
Am 19. Juli 1881 wurde die Österreichisch-Alpine Montangesellschaft gegründet, um durch wirtschaftliche Integration die Bereiche Rohstoff, Versorgung, Güterproduktion und Handel zu verbinden und die Wirtschaftskrise zu überwinden. Das Unternehmen entstand aus der Verbindung der Neuberg-Mariazeller Gewerkschaft, der Steirischen Eisenindustrie-Gesellschaft, der Vordernberg-Köflacher Montangesellschaft, der St. Egydy-Kindberger Eisen- und Stahlindustrie-Gesellschaft und der Hüttenberger Eisenwerks-Gesellschaft. Der französische Bankier Eugéne Bontoux war Finanzier. Er wurde im darauffolgenden Jahr in Paris aufgrund des Zusammenbruchs seiner Hausbank Societé de l’Union Génerale verhaftet. Daraufhin konnte die Österreichisch-Alpine Montangesellschaft mithilfe der Länderbank sowie durch Rationalisierung und Zentralisierung den Gewinn bis 1914 von zwei Millionen Gulden (ein Gulden entsprach 19,38 Euro) auf elf Millionen Gulden (je 106,59 Euro) erhöhen.

„Seit 1881 war die Alpine unangefochten der größte Kohlenbergbauunternehmer der österreichischen Alpenländer und Fohnsdorf, vor Seegraben und Voitsberg-Köflach, der bedeutendste Kohlenbergbau innerhalb der Alpine.“

Bereits 1881 war eine Doppelschachtanlage geplant worden. Der Wodzicki-Schacht wurde nach dem ersten Präsidenten Ludwig Graf Wodzicki (1881–1892) und der Karl August-Schacht nach dem ersten Generaldirektor Karl August von Frey (1881–1893) benannt. Die Planung und Ausführung, auf acht Jahre und eine Million Gulden (ein Gulden entsprach 9,69 Euro) veranschlagt, wurde dem neuen Direktor Ludwig Heß von Hessenthal übertragen. Die Finanzierung wurde durch den Verkauf von 126.000 Hektar Wald – durch die Stilllegung der meisten Holzkohlehochöfen überflüssig geworden – möglich. Die Arbeiten begannen beim Karl-August-Schacht in Wasendorf 1882 und beim Wodzicki-Schacht 1884. Die beiden Schächte – ungefähr zwei Kilometer voneinander entfernt – waren ober- und untertags miteinander sowie mit den bestehenden Antoni-Schacht und Lorenzi-Schacht verbunden. Antoni- und Lorenzi-Schacht wurden vorerst als Wetterschächte verwendet. Beide Schächte waren mit 450 PS starken Zwillingsdampffördermaschinen der Andritzer Maschinenfabrik ausgestattet. Über Kurbelwellen wurden zwei ein Meter breite Seiltrommeln angetrieben, auf denen sich das Förderseil nebeneinander auf- und abwickelte und über die Seilscheiben am Fördergerüst den vieretagigen Förderkorb bewegte. Je eine Haupt- und Reservefördermaschine mit 350 PS mit Bobinenförderung ermöglichte den Einsatz von vier Förderkörben. Bei der Fördertechnik wurde auf die seit 1877 patentierte Treibscheibenförderung verzichtet, dennoch wurde bei den Fördergerüsten die letzte technische Entwicklung berücksichtigt. Vorbild war die Zeche Hugo, konstruiert von Johann Carl Otto Hugo Baron von Promnitz und Promnitzau – beim Bergbau Fohnsdorf dürfte es sich um die erste Verwendung eines Doppelstrebengerüsts gehandelt haben.

#### 1890er-Jahre
Die Aufbereitungsanlage wurde vom Fohnsdorfer Ingenieur Anton Oberegger konstruiert und weitgehend automatisiert. Dadurch sank der Anteil an weiblichen Arbeitskräften 1890 auf acht Prozent (2036 Männer, 176 Frauen). Nach Obereggers Patent lieferte die Firma Škoda aus Pilsen (Königreich Böhmen) bis 1899 33 Sortieranlagen innerhalb Europas. Am Wodzicki-Schacht gab es eine Wasserhaltungsmaschine mit 650 PS, die 4,3 Kubikmeter Wasser pro Minute heben konnte sowie ein Kesselhaus, das die Dampfenergie für den gesamten Schachtbetrieb lieferte.
Die einzige nennenswerte Schwachstelle der Neukonzeption war die Wetterführung. Am Antoni-, Josefi- und Lorenzi-Schacht waren Ventilatoren angebracht worden, mit zunehmender Tiefe war die Abteufung eigener Wetterschächte aufgrund des hohen Methangehalts und der zunehmenden Hitze unumgänglich. Karl Wittgenstein, Zentraldirektor und Hauptaktionär der Prager Eisenindustrie-Gesellschaft, erlangte 1897 mithilfe der Creditanstalt und elf namentlich bekannter Strohmänner mit 80.000 Aktien den Mehrheitsbesitz der Österreichisch-Alpinen Montangesellschaft. Generaldirektor wurde Anton von Kerpely (1897–1903).
1890 wurde die Zahl von 2500 Arbeitern erreicht, bei der Österreichisch-Alpinen Montangesellschaft waren im gleichen Jahr mit 10.650 ein Viertel aller steirischen Industriearbeiter beschäftigt, im Bezirk Judenburg betrug dieser Anteil 60 Prozent (vor allem wegen der Standorte Fohnsdorf und Zeltweg).

### 20. Jahrhundert

#### Vor dem Ersten Weltkrieg
Mit einer durchschnittlichen Belegschaft von 2000 bis 2500 Arbeitnehmern stieg die Förderungsmenge von 265.700 Tonnen im Jahr 1881 auf 606.000 im Jahr 1906. 1908 wurden am Wodzicki-Schacht zwei Dampfturbinen zu 1000 und 2000 PS errichtet, die ab 1910 die elektrische Beleuchtung beider Schachtanlagen ermöglichten. Nach der zentralen Bewetterung wurden der Antoni-, der Josefi- und der Lorenzi-Schacht stillgelegt, im Antoni-Revier wurde von 1910 bis 1912 ein neuer, kleinerer Schacht mit einem elektrischen Förderhaspel abgeteuft. 1910 wurde eine Tiefe von 583 Metern erreicht.

#### Zwischenkriegszeit
Nach 1926 wurde mit der Eindämmung der Hochwassergefahr begonnen, indem die steilen Gräben des Flatschacher Höhenzugs mittels Wildbachverbauung entschärft und der Fohnsdorfer Bach kanalisiert wurde, damit wurde die Errichtung von befestigten Straßen ermöglicht und erleichtert. 1921 wurden Beamtenhäuser an der Grazer Straße und eine Siedlung in der Kohlenstraße (Sillweg) erbaut. Im Folgejahr entstanden neue Werkswohnungen am östlichen Ortsende (Blockhäuser an der Landstraße). In der Zwischenkriegszeit entstanden die ersten größeren Einfamilienhaussiedlungen: an der Schlossgasse zwischen dem Schloss Gabelhofen und Hetzendorf, die „Untere Kolonie“ in Fohnsdorf (hier wurden Häuser mit zwei Wohnungen für Angestellte erbaut).
Es wurde tertiäre „Glanzkohle“ abgebaut, da nach dem Untergang der Donaumonarchie die Kohlenreviere in Nordböhmen (damals Königreich Böhmen), Österreichisch-Schlesien und Markgrafschaft Mähren verloren gegangen waren, wodurch die heimischen Vorräte an Bedeutung gewannen. Von 1923 bis 1929 wurden Rationalisierungen durchgeführt, die Verbesserungen kamen durch die Weltwirtschaftskrise und die damit verbundene Senkung des Kohlebedarfs nur bedingt zum Tragen.
Zwischen 1921 und 1925 sowie 1929/30 wurde die maschinelle Ausrüstung vollständig erneuert und ein Zentralmaschinenhaus erbaut. Zwischen 1924 und 1926 wurden die drei Kraftwerke der Österreichisch-Alpinen Montangesellschaft in Donawitz, Eisenerz und Fohnsdorf mit einer Fernleitung verbunden, Fohnsdorf war die größte elektrische Zentrale innerhalb des Unternehmens und das drittgrößte Dampfkraftwerk Österreichs. 1925 wurde eine neue Zwillings-Tandem-Fördermaschine mit 3600 PS und ein Kolben-Verbund-Kompressor mit 1410 PS und 12.000 Kubikmeter Luft pro Minute aufgestellt.
Mit 506.300 Tonnen Kohle lieferte Fohnsdorf 1929 ungefähr ein Viertel der steirischen Förderung und knapp die Hälfte der Österreichisch-Alpinen Montangesellschaft.
Aufgrund der Weltwirtschaftskrise sank die Produktion auf 335.500 Tonnen. In der zweiten Jahreshälfte 1931 musste der Karl-August-Schacht für einige Monate stillgelegt werden, ab 1935 verbesserte sich die Wirtschaftslage wieder und es wurden die Fördermengen der Zeit vor dem Ersten Weltkrieg erreicht.
Im Bundesstaat Österreich wurde die Österreichisch-Alpine Montangesellschaft im August 1934 dem Regierungskommissär Josef Oberegger (Bundesorganisationsleiter der österreichischen Heimwehr) unterstellt, er wurde im März 1935 zum Generaldirektor ernannt. Die Unabhängige Gewerkschaft – eine Kooperation mit dem Steirischen Heimatschutz – wurde gegründet, um die Ideologie des DINTA zu propagieren. Fohnsdorf erhielt aufgrund geschätzter Kohlenvorräten von 25 bis 30 Millionen Tonnen einen Spitzenplatz unter den österreichischen Kohlebergbauen.
Bis 1937 wurde der Dampfbetrieb schrittweise eingestellt und elektrische Förderhaspeln wurden installiert. Der Strebbruchbau mit bis zu 200 Meter langen Streben wurde eingeführt.

#### Zweiter Weltkrieg
Aufgrund fehlender Investitionen und Raubbau sank die Wirtschaftlichkeit während des Zweiten Weltkriegs. Bei einer Schlagwetterexplosion im August 1943 starben 103 Personen.
Die prägendste bauliche Erweiterung fand während des Zweiten Weltkriegs statt: die Auerlingstraße (damals Hermann-Göring-Siedlung), mit 121 Wohneinheiten der erste große Wohnkomplex Fohnsdorfs. Am 12. Februar 1942 wurde der Rest der Gemeinde Kumpitz an Fohnsdorf angeschlossen. Die „Styria“-Eisenwerke wurden von 1939 bis 1942 von Wasendorf nach Liezen und Krems an der Donau verlegt.

#### Nach 1945
Unmittelbar nach dem Kriegsende wurde die Förderung auf 286.000 Tonnen Kohle halbiert und als Notlösung der aus dem Jahr 1916 stammende Blindschacht auf 985 Meter abgeteuft. Seit 1946 war der Kohlenbergbau zu 92 Prozent verstaatlicht und seit 1949 in der Kohlenholding GmbH zusammengefasst.
Gegen Ende der 1950er-Jahre führten weltwirtschaftliche Schwierigkeiten zu einem Förderungsrückgang: Kohle wurde vom billigeren Erdöl abgelöst. Zu Beginn der 1960er-Jahre kam eine Schließung ins Gespräch, wurde jedoch bis 1977/78 hinausgezögert.
In den 1950er-Jahren wurde in Dietersdorf ein Freibad gebaut, der Hauptplatz neu gestaltet und ein neues Amthaus errichtet. Die ersten Häuser der Gabelhofensiedlung an der Verbindung Fohnsdorf–Judenburg der Durchzugsstraße nach Italien entstanden um 1960, Handel und Gewerbe siedelten sich ebenfalls dort an. Hetzendorf wurde mit Einzelfamilienhäusern und einem regelmäßigen Straßennetz (Schachbrettmuster) sowie Häusern im alten Ortskern und Gebäuden nördlich des Pölsbachs und mit der Gartengasse erweitert. Aichdorf wuchs am nördlichen Pölsufer gegen Westen und im Nordosten an der Verbindung nach Rattenberg. Auf der so genannten Hochwiesen in Dietersdorf und Fohnsdorf entstanden Einfamilienhäuser, Fohnsdorf und Dinsendorf wuchsen zusammen. In den 1970er-Jahren wurden im Süden von Dietersdorf und Fohnsdorf das Schulungszentrum Fohnsdorf sowie die Unternehmensstandorte der Siemens AG und Eumig errichtet.
Der Arbeitsmarkt verschärfte sich nach 1960 durch eine Aufnahmesperre im Bergbau. Fohnsdorf entwickelte sich zu einer Pendlergemeinde („Wohngemeinde“ genannt). Mehr als die Hälfte der Pendler arbeiteten in Judenburg, ein Viertel in Zeltweg und weitere in Knittelfeld und Pöls (heute Pöls-Oberkurzheim).
Durch die Aufnahmesperre im Bergbau Fohnsdorf wanderten junge Bewohner ab, es trat eine Alterung der Bevölkerung ein. Das Pensionsalter lag – meist aus Gesundheitsgründen – in der Industrie und vor allem im Bergbau unter 60 Jahren. Wegen weniger Frauenarbeitsplätze wanderten vor allem Frauen zwischen 20 und 30 Jahren ab. Fohnsdorf entwickelte sich zum „Pensionistenwohnort“. Die Südhanglage bot gute Voraussetzungen für einen Wohnort, die Bausubstanz war jedoch überaltert, die Wohnbauten entsprachen kaum den damaligen modernen Wohnbedürfnissen.
Bis 1970 sank die Fördermenge auf 500.000 Tonnen und bis 1975 auf 400.000 Tonnen. Die Anzahl der Arbeiter sank von 2000 (1957) auf 1100 (1975). Nach der Schließung des Bergbaus 1977/78 verlor Fohnsdorf ein Viertel der Arbeitsplätze und konnte nur 47 Prozent der Berufstätigen beschäftigen, die Anzahl der Auspendler stieg sprunghaft an.

### 21. Jahrhundert
Nach einem vom Rechnungshof aufgedeckten Finanzskandal wurde am 13. Jänner 2011 der damalige Bürgermeister Johann Straner (SPÖ) durch einen Regierungskommissär abgelöst, der Gemeinderat im Dezember 2010 aufgelöst. Ursache des Skandals waren mehrere fehlgeschlagene Großprojekte, vor allem die Therme. 2021 übernahm Dietrich Mateschitz die AQUALUX-Therme

## Sehenswürdigkeiten

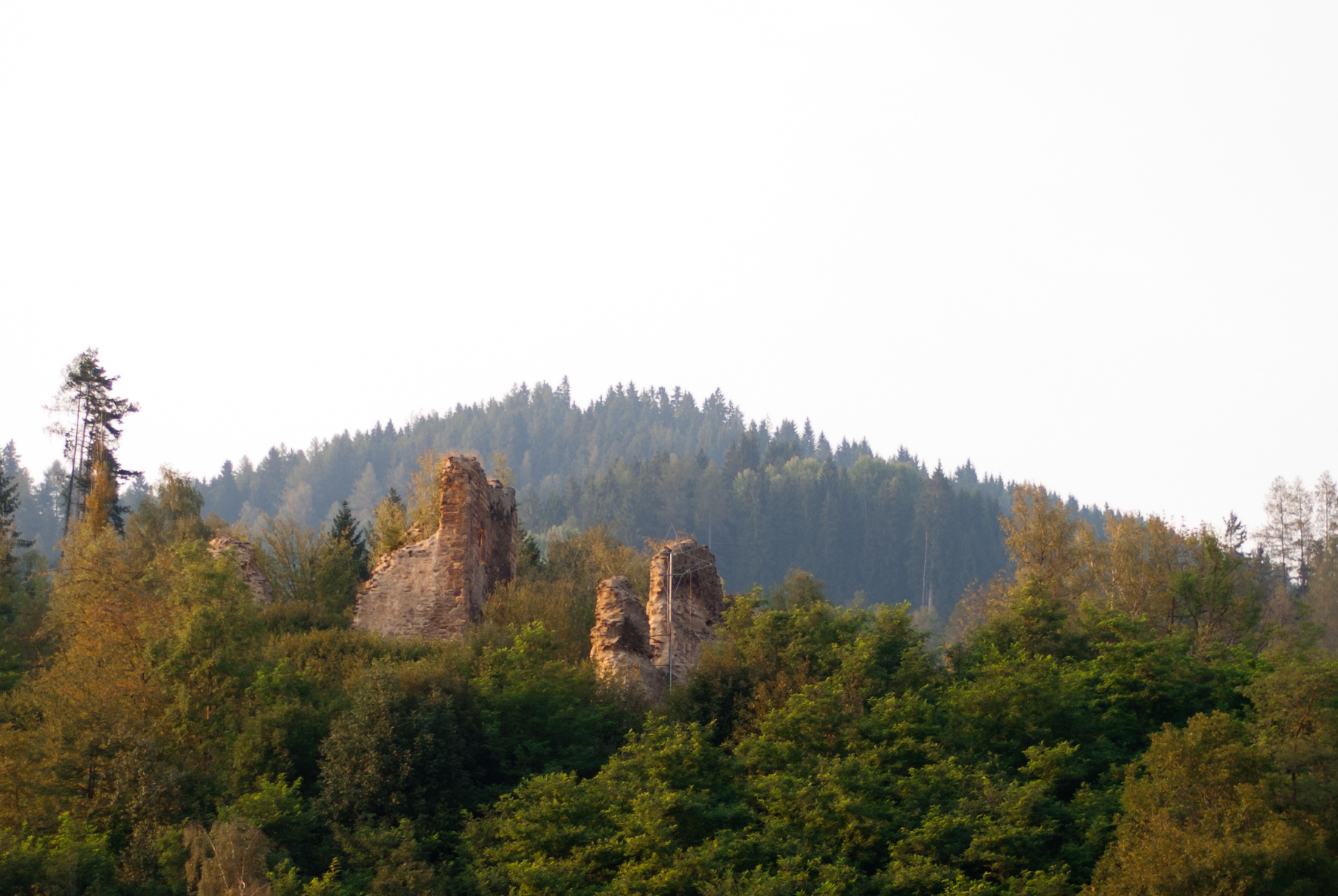
Burgruine Fohnsdorf

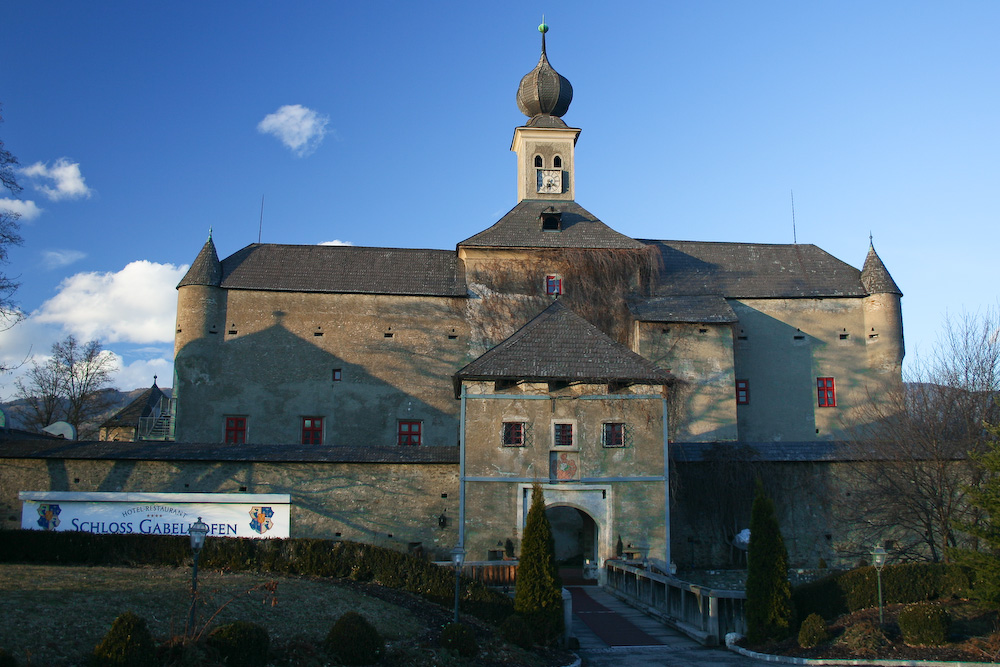
Schloss Gabelhofen

Im Gemeindegebiet von Fohnsdorf befinden sich 13 denkmalgeschützte, unbewegliche Objekte.

### Ortskapelle Aichdorf

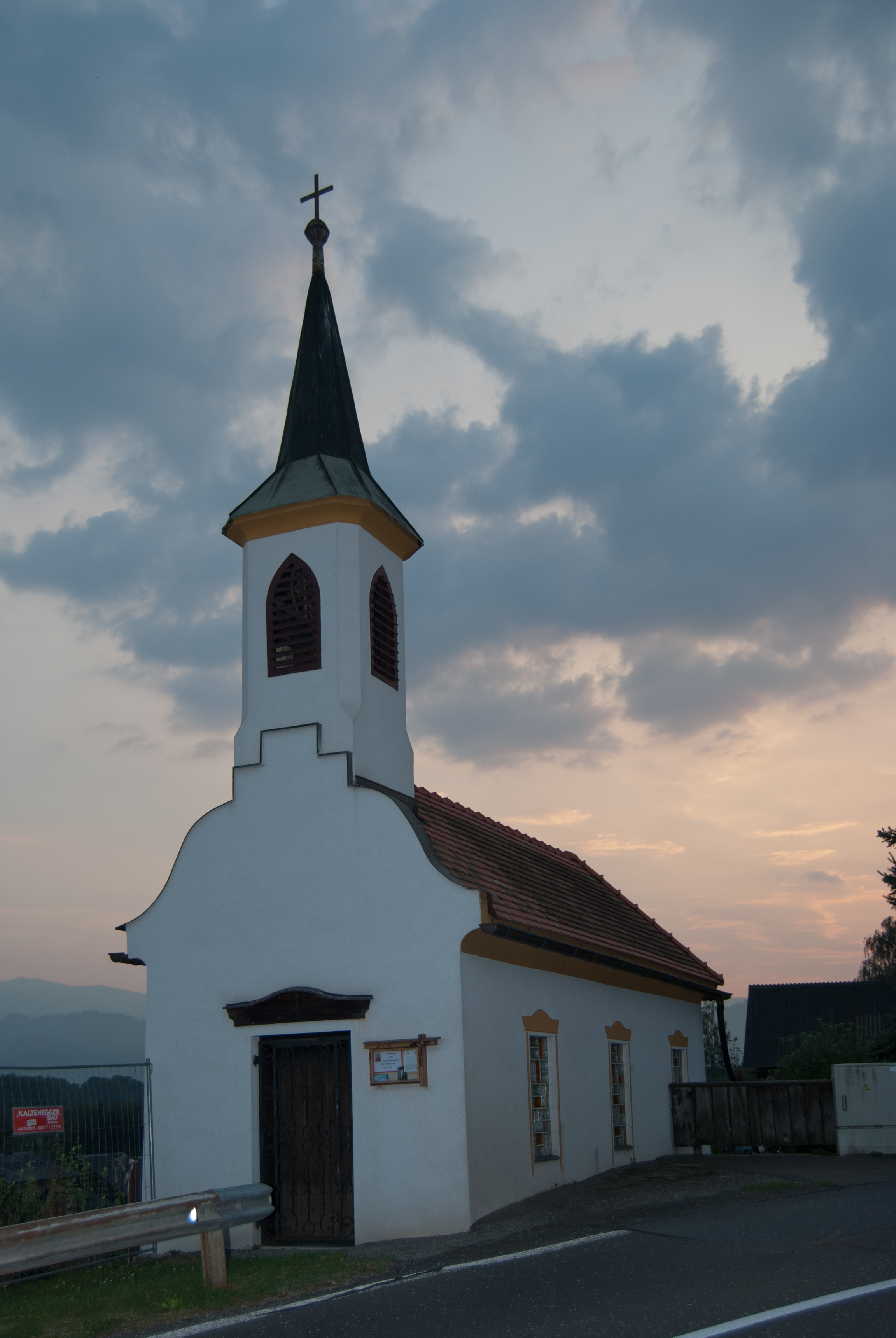
Ortskapelle Aichdorf

Die Ortskapelle Aichdorf – Aichdorf liegt im Südosten der Gemeinde Fohnsdorf, an der Grenze zu Zeltweg – ist dem heiligen Georg gewidmet und befindet sich an der Fohnsdorferstraße an der Kreuzung zur Mühlgasse.

### Pfarrkirche Fohnsdorf

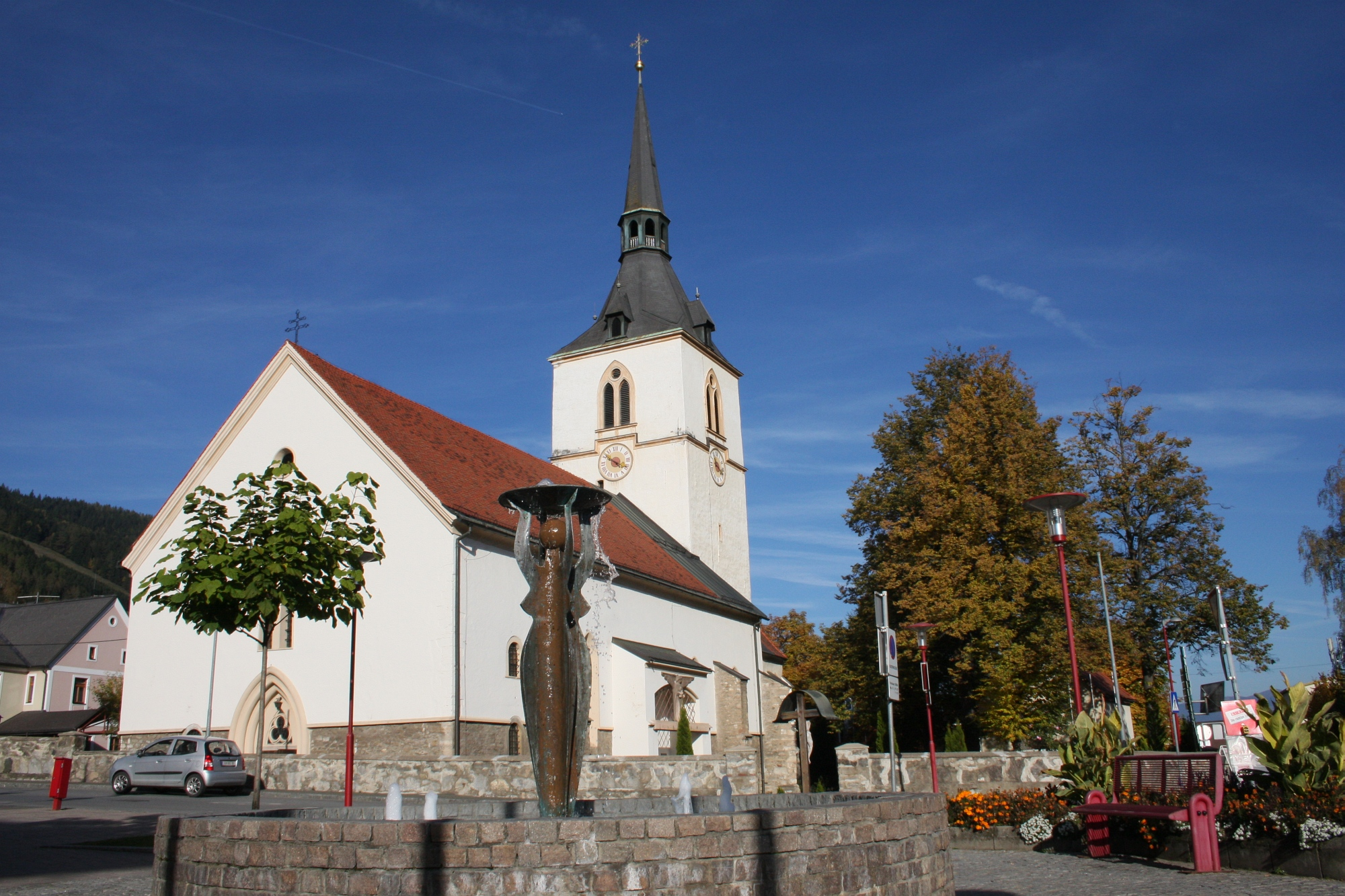
Pfarrkirche Fohnsdorf

Die dem heiligen Rupert geweihte Pfarrkirche befindet sich im Ortszentrum Fohnsdorfs und befindet sich unter Denkmalschutz. Im 15. und 16. Jahrhundert wurde die Pfarrkirche im gotischen Stil vergrößert, einige Objekte stammen aus der Barockzeit (17. und 18. Jahrhundert). Ende des 19. Jahrhunderts wurde die Kirche neugotisch umgestaltet. 1947 wurde ein Fresko der Bergpredigt gestaltet, 1965 der Marienaltar durch einen Brand zerstört. 1991 erhielt die Kirche eine Orgel mit 32 Registern des Orgelbaus Kögler. 2003 wurde der Kircheninnenraum renoviert, ein neuer Ambo und ein neuer siebenarmiger Leuchter gestaltet.

### Pfarrhof Fohnsdorf

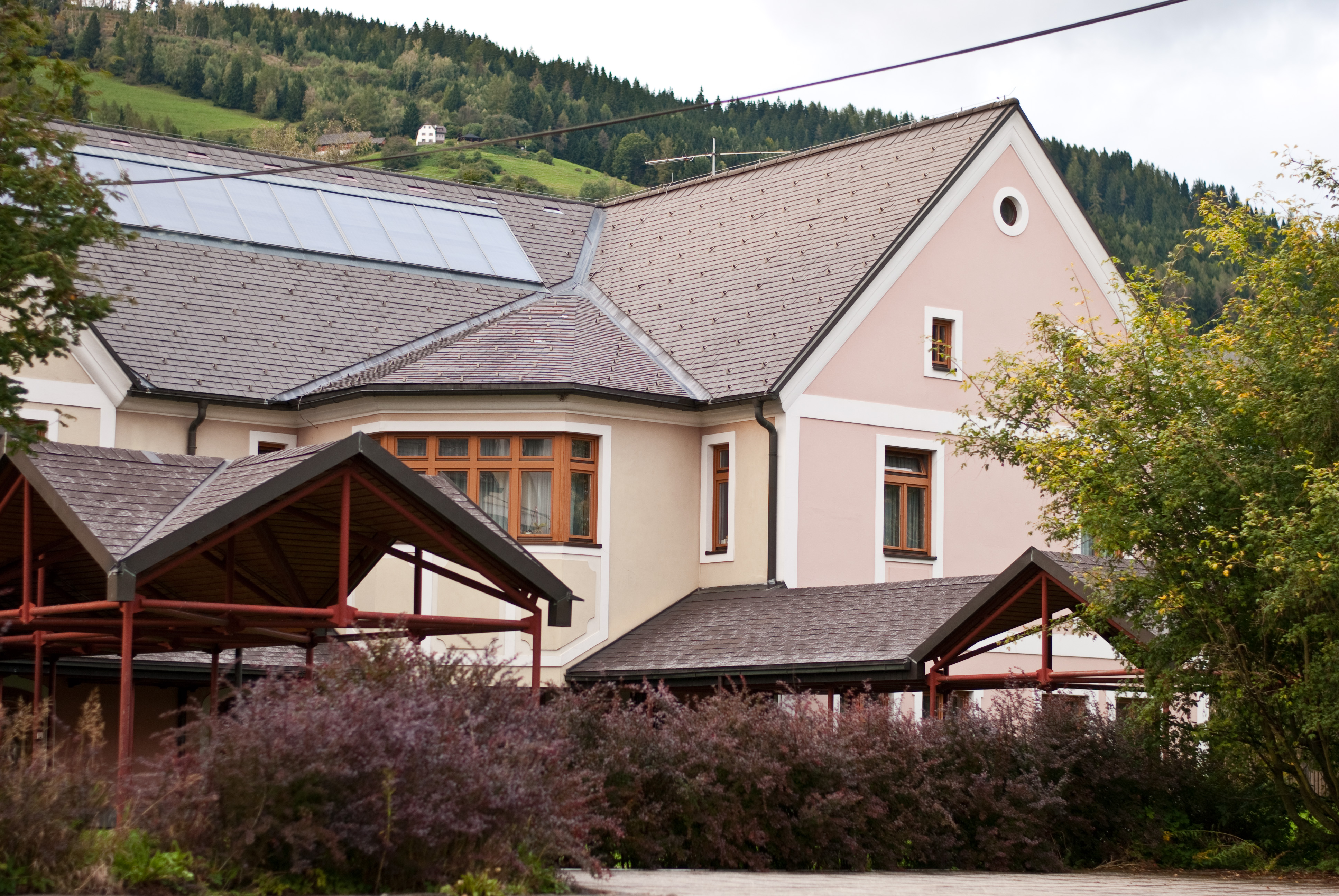
Pfarrhof Fohnsdorf

Der Pfarrhof Fohnsdorf befindet sich im Ortszentrum (Grabenstraße 2) – nördlich der Pfarrkirche – und wurde 1907 erbaut und 1954 renoviert – der Baukomplex wurde 1983/84 neu gestaltet. Eine Freitreppe vom Kirchenhauptportal zum Pfarrhof wurde 1934 angelegt.

### Gemeindeamt Fohnsdorf
Das Gemeindeamt Fohnsdorf befindet sich im Ortszentrum am Hauptplatz – westlich der Pfarrkirche Fohnsdorf und des Pfarrhofs Fohnsdorf. Es wurde ab August 1955 erbaut und am 3. Juli 1959 eröffnet.

### Kohlebergwerk Wodzicki
Das Kohlebergwerk Wodzicki war der größte Schacht des Bergbaus Fohnsdorf. Das dort angesiedelte Bergbaumuseum zeigt die Geschichte des Braunkohlebergbaus. Es gibt einen 160 Meter langen Schaustollen, der 47 Meter hohe Förderturm wurde belassen.

### Burgruine Fohnsdorf
Die Burgruine Fohnsdorf ist die Ruine einer Höhenburg, die am Berghang nördlich von Fohnsdorf gelegen ist. Sie wurde im 9. Jahrhundert erbaut und 1252 erstmals urkundlich erwähnt und war bis 1805 im Besitz des Erzbistums Salzburg. Der Topograf Georg Matthäus Vischer (1628–1696) fertigte um 1681 einen Stich der Burg an.

### Schloss Gabelhofen
Das Schloss Gabelhofen in der Katastralgemeinde Hetzendorf ist ein Wasserschloss, das als Vier-Sterne-Hotel dient. Es wurde 1443 als Hof „Riegersdorf“ erwähnt, die „Gabelkhofner“, die im 14. Jahrhundert aus dem Herzogtum Bayern gekommen waren, kauften das Schloss 1596.

### Weitere Sehenswürdigkeiten
- Pernthalerhof (heutig: „Gasthaus Engelhardt“)
- Altersheim Fohnsdorf
- Flur-/Wegkapelle, Gabelhofenkreuz
- Israelitischer Friedhof
- Hauptgebäude der römischen Villa Dammgartl
- Katholische Filialkirche, dem heiligen Georg gewidmet (Sillweg)

## Kultur

### Sagen aus Fohnsdorf
Die Sage vom Gabelhofer Kreuz:
Im Schloss Gabelhofen lebte ein ehrenhafter Ritter, die Bewohner von Ruine Fohnsdorf, Rattenberg und Reifenstein waren Raubritter und Wegelagerer. Nachdem er sie mehrmals ermahnt hatte, griff er zu einer List. Er setzte das Gerücht in Umlauf, Kaufleute würden aus Wien zurückkommen, woraufhin sich die Raubritter im Murwald versteckten. Gegen Abend kamen fünf schwerbeladene Wagen, über die die Räuber herfielen. Aus den Wagen sprangen die bewaffneten Knechte des Ritters von Gabelhofen, er wollte die Wegelagerer nach Judenburg zum Gericht bringen, bemerkte jedoch, dass sein Schloss brannte und versuchte, den Brand zu löschen. Dies gelang ihm nicht, weil der Pölsbach wenig Wasser führte und er bat Gott um Hilfe, woraufhin ein heftiger Platzregen einfiel. Aus Dankbarkeit errichtete er das Gabelhofer Kreuz. Die Raubritter besserten sich und unternahmen keine Raubzüge mehr.
Die Raubritter von Fohnsdorf:
Die Bewohner der Ruine Fohnsdorf waren Raubritter. Als dies unter dem Volk bekannt wurde, zogen alle Handels- und Kaufleute über den Pölshals und wichen somit den Fohnsdorfern aus, woraufhin die Fohnsdorfer Ritter mit denjenigen vom Schloss Sauerbrunn einen Vertrag schloss, ab da gab es lange keinen Verkehr durch den Pölshals.
Die Schatztruhe im Fohnsdorfer Schloss:
Buben aus Fohnsdorf spielten in den Trümmern der Burg Verstecken und kamen zu einem Loch, in dem sie nicht leicht erwischt werden konnten. Im Loch stand eine große und schwere Truhe mit einem großen Schloss. Als sie einen Karren geholt hatten, fanden sie das Loch nicht mehr.
Der Fohnsdorfer Pestweg:
Der „Pestweg“ führt über Felder von Kumpitz, Aichdorf, Wasendorf und Hetzendorf bis nach Zeltweg. Während einer Pest, Waltersdorf gehörte noch zu Fohnsdorf, weigerte sich die Geistlichkeit in Fohnsdorf, erkrankte Personen in Waltersdorf zu versehen. Die Bewohner Waltersdorf wandten sich an Lind bei Zeltweg und erhielt die gewünschten Dienste. Die Pestkranken aus Waltersdorf wurden in Lind begraben, um die Dörfer nicht zu verseuchen, gingen die Träger über diesen Weg, der daraufhin den Namen „Pestweg“ erhielt.
Der Teufel und die Fohnsdorfer Knappen:
Der Teufel mochte es nicht, dass der Bergbau Fohnsdorf immer tiefer wurde und ihn bedrohte. Öfter und öfter fielen ihm große Steine („Mugl“) auf den Kopf. Daraufhin weinte er graußlich und rannte wie eine gereizte Wespe durch sein Reich. Er wollte den Bergleuten auf den Leib rücken, traute sich jedoch nicht, da nur solche Knappen werden, die nicht vor Tod und Teufel Angst haben. Durch sein Fluchen, Toben und Wüten wurden die Bergleute auf ihn aufmerksam und dachten sich allerhand Streiche aus. Die „Stoßtränker“ bohrten Löcher und ließen ekliges Wasser in den Mund des Teufels laufen. Die Hauer setzten die Schüsse an, sodass sie in die Hölle durchschlugen und dem Teufel vom Knall die Ohren zufielen und der Vorrat seine Augen verstaubte. Die „Gasabsauger“ saugten ihm das zum Atmen benötigte Gas ab, woraufhin er an Erstickungsanfällen litt. Er musste tiefer und tiefer weichen und konnte sich nicht mehr um die Knappen und die Ortsbewohner kümmern, dies brachte ihn zur Verzweiflung. Unter grässlichem Gestank fuhr er „unten durch“, daher sind die Fohnsdorfer von seinem Einfluss verschont.

## Wirtschaft und Infrastruktur
Die Höhe der Gemeindeabgaben betrug 2014 1.143 Euro und 2015 1.174 Euro. Die Pro-Kopf-Verschuldung betrug 2014 729 Euro und 2015 661 Euro. Die Gemeinde Fohnsdorf gehört zum Finanzamtsbereich Judenburg-Liezen (FA71) und zählt zum Hauptproduktionsgebiet Alpenostrand (Code 3) sowie zum Kleinproduktionsgebiet Murboden, Mürz- u. Liesingtal (Code 306).
Seit 2000 existiert das Einkaufszentrum Arena am Waldfeld mit ungefähr 90 Geschäften, bei denen ungefähr 500 Personen beschäftigt sind.

### Arbeitsmarkt
Die Landesgeschäftsstelle Steiermark und die Regionalgeschäftsstelle Judenburg des Arbeitsmarktservices sind für die Gemeinde Fohnsdorf zuständig. Von der Gemeinde wird das Unternehmen KWM Fohnsdorf Versorgungsbetriebe und die Therme Fohnsdorf Errichtungs- und Betriebs GmbH betrieben.
Von 8079 Einwohnern waren 3382 erwerbstätig, davon 2987 unselbständig und 326 selbständig; 69 waren temporär von der Arbeit abwesend (Stand: 2008).
Die 3382 Erwerbstätigen waren in folgenden Tätigkeitsbereichen aktiv (Stand: 2008):
- Land- und Forstwirtschaft: 104
- Bergbau: 5
- Herstellung von Waren: 795
- Energieversorgung: 18
- Wasserversorgung und Abfallentsorgung: 10
- Bau: 220
- Handel: 393
- Verkehr: 88
- Beherbergung und Gastronomie: 110
- Information und Kommunikation: 25
- Finanz- und Versicherungsleistungen: 66

Zusätzlich zu den 3382 Erwerbstätigen gab es 195 Arbeitslose, 1050 Personen unter 15 Jahren, 2252 Personen mit Pensionsbezug, 257 Schüler und Studenten und 943 waren ausschließlich im Haushalt tätig (Stand: 2008).

### Tourismus
Folgend eine Tabelle, die die Anzahl der Beherbergungsbetriebe und die Anzahl der Betten in der Gemeinde Fohnsdorf darstellt.
| Wintersaison | Beherbergungsbetriebe | Betten | Betten     | Betten | Sommersaison | Beherbergungsbetriebe | Betten | Betten     | Betten | Quelle(n) |
| Wintersaison | Beherbergungsbetriebe | gesamt | gewerblich | privat | Sommersaison | Beherbergungsbetriebe | gesamt | gewerblich | privat | Quelle(n) |
| ------------ | --------------------- | ------ | ---------- | ------ | ------------ | --------------------- | ------ | ---------- | ------ | --------- |
| 2012/2013    | 27                    | 364    | 237        | 127    | 2013         | 28                    | 387    | 237        | 127    | [ 100 ]   |
| 2013/2014    | 28                    | 392    | 255        | 137    | 2014         | 33                    | 465    | 297        | 145    | [ 101 ]   |
| 2014/2015    | 33                    | 473    | 333        | 140    | 2015         | 34                    | 496    | 333        | 140    | [ 102 ]   |

Die Therme Fohnsdorf wurde 2007 eröffnet und wird unter dem Namen „Aqualux-Therme Fohnsdorf“ vermarktet. Es ist ein Thermalbad mit Innen- und Außenbecken und wird von Natrium-Chlorid-Hydrogencarbonat–Thermal-Mineral-Wasser versorgt. Betreiber ist die Therme Fohnsdorf Errichtungs- und Betriebs GmbH.
Durch Fohnsdorf verläuft mit dem Eisenwurzenweg einer der zehn österreichischen Weitwanderwege.

### Infrastruktur
2015 gab es in der Gemeinde Fohnsdorf drei Kindergärten mit sieben Gruppen und ein Hort mit drei Gruppen. Die Kindergärten betreuten 142 und die Horte 60 Kinder. Die Kindergärten befinden sich in Dietersdorf, Fohnsdorf und Hetzendorf. In allen drei Kindergärten gibt es je zwei Gruppen eines Halbtagskindergartens sowie im Kindergarten Dietersdorf eine Gruppe eines Ganztagskindergartens.
Die Linien 1 (Judenburg–Knittelfeld), 2 (Judenburg–Fohnsdorf) und 3 (Fohnsdorf–Knittelfeld) des 1996 gegründeten Regionalbusses Aichfeld verkehren in Fohnsdorf. Die Linie 1 fährt die Haltestellen „Gabelhofen Marktstraße“, „Arena West“, „Arena Ost“, „Aichdorf Schattenseite“ und „Aichdorf Ort“ an, die sich in Fohnsdorf befinden, während die Linien 2 und 3 den gesamten Ortskern von Dietersdorf und Fohnsdorf abdecken.
Die Gemeinde Fohnsdorf betreibt eine Gemeindebibliothek mit über 10.000 Büchern, die dienstags und donnerstags geöffnet ist.

### Bildung

#### Berufliche Weiterbildung
Anbieter berufsorientierter Weiterbildung ist das Schulungszentrum Fohnsdorf (SzF), das mit dem Österreichischen Arbeitsmarktservice (AMS) zusammenarbeitet.
Das SzF bietet Qualifizierungsmaßnahmen für Erwachsene in 12 verschiedenen Fachbereichen an (unter anderem Elektro-Technik, EDV, CNC-Technik).
Das Schulungszentrum wird täglich von 400 bis 600 Ausbildungsteilnehmern aus der ganzen Steiermark besucht.

#### Schulen
Folgende Schulen haben einen Sitz in Fohnsdorf:
- Neue Mittelschule (NMS) Fohnsdorf[111][112][113]
- Höhere Lehranstalt für wirtschaftliche Berufe (HLW) Fohnsdorf[114][115]
- Musikschule (MS) Fohnsdorf[116]
- Volksschule (VS) Dietersdorf[117][113]
- Volksschule (VS) Fohnsdorf[118][113]

2015/16 gab es 35 Schulklassen, davon 14 Volksschulklassen und 8 Klassen der Neuen Mittelschule. 594 Schüler wurden unterrichtet, davon 224 Volksschüler und 139 Neue Mittelschule-Schüler.

## Politik

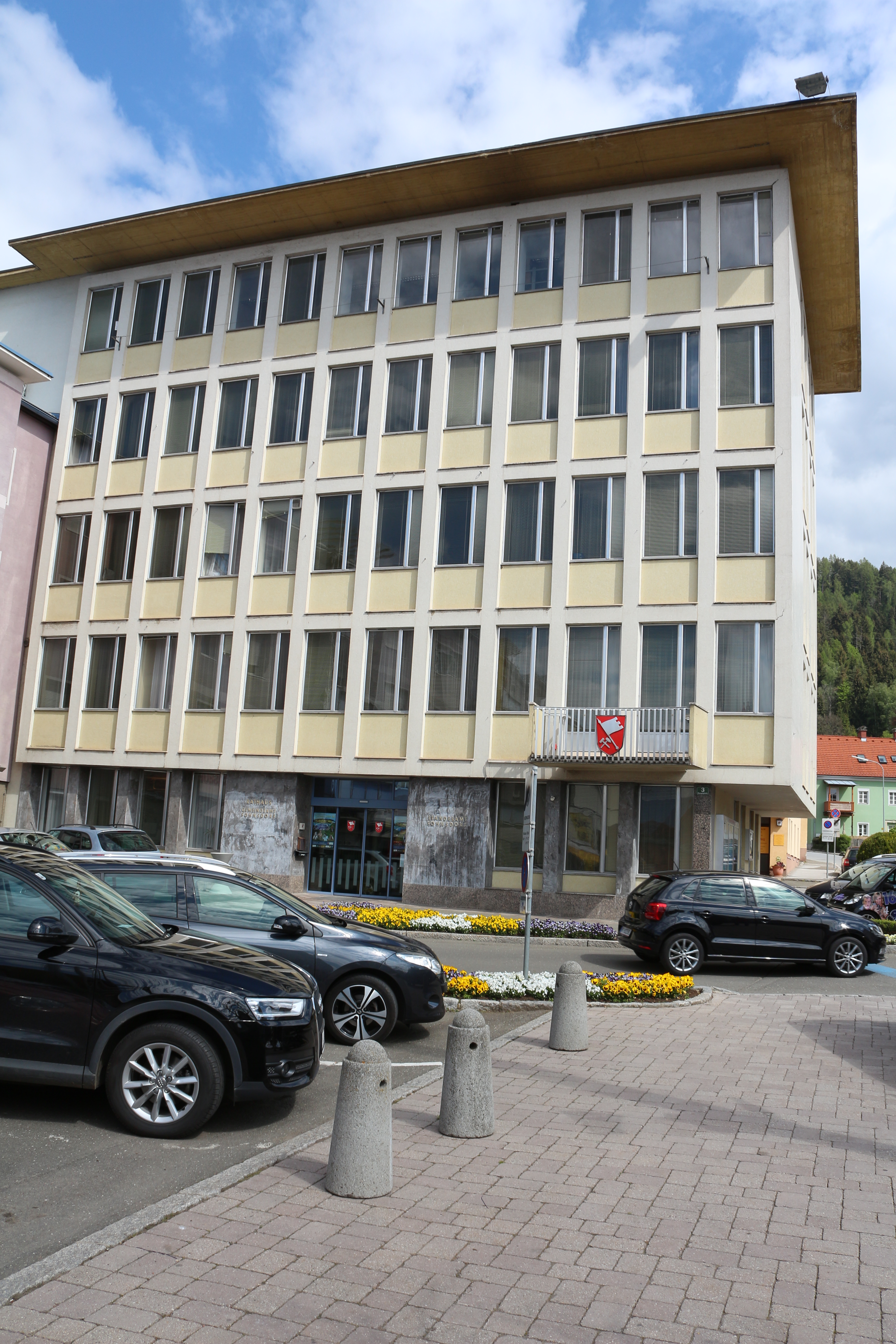
Gemeindeamt Fohnsdorf

### Gemeinderat
Der Gemeinderat hat 25 Mitglieder.
- Mit den Gemeinderatswahlen in der Steiermark 2025 hatte der Gemeinderat folgende Verteilung: 11 SPÖ, 10 ÖVP, 3 FPÖ, 1 KPÖ.[121]

### Bürgermeister
| Name                                                 | Lebensdaten                             | Partei              | Amtszeit                              |
| ---------------------------------------------------- | --------------------------------------- | ------------------- | ------------------------------------- |
| Jakob Pichler                                        |                                         |                     | 1850–1858                             |
| Benedikt Schulter                                    |                                         |                     | 1858–1863                             |
| Johann Egger vulgo untern Wirth                      |                                         |                     | 1863–1865                             |
| Valentin Schober (Realitätenbesitzer)                | * ca. 1821; † 12. Mai 1892              |                     | 1865–1870                             |
| Ernst Kortschack (Gemeinde- und Werksarzt)           | * 4. Jänner 1841; † 7. Juni 1908        |                     | 1870–1873                             |
| Johann Pernthaller (Land- und Gastwirt)              | * 12. Dezember 1831; † 7. Februar 1902  |                     | 1873–1878                             |
| Karl Mayer (Realitätenbesitzer)                      | * 12. Oktober 1839; † 27. November 1918 |                     | 1878–1884                             |
| Anton Siebenbäck (Landwirt)                          | * 12. Juni 1843; † 18. Dezember 1921    |                     | 1884–1917                             |
| Alois Stadlober (Landwirt)                           | * 12. Juni 1876; † 6. März 1930         |                     | 1917–1919                             |
| David Gassler (Bergmann)                             | * 30. Dezember 1866 † 29. Februar 1940  | SPÖ                 | 1919–1924                             |
| Norbert Horvatek (Lehrer)                            | * 8. Oktober 1888; † 2. Jänner 1982     | SPÖ                 | 1922–1934                             |
| Alois Siebenbäck (Landwirt)                          | * 21. April 1892; † 28. März 1974       | Regierungskommissär | Februar–August 1934                   |
| Franz Schaffer (Landwirt)                            | * 10. Juli 1895; † 16. Februar 1969     | VF                  | 1934–1938                             |
| Josef Wagner (Elektrikermeister)                     | * 1901; † 1981                          | NSDAP               | 1938–1943                             |
| Karl Jeitler (Spitalverwalter)                       | * 1897; † 1945                          | NSDAP               | 1943–1945                             |
| Franz Lackner (Polizeibeamter)                       | * 1902; † 1969                          | Regierungskommissär | 8.–23. Mai 1945                       |
| Franz Schaffer (Landwirt)                            | * 10. Juli 1895; † 16. Februar 1969     | ÖVP                 | 1945–1946                             |
| Thomas Stvarnik (Baumeister)                         | * 3. Dezember 1911; † 16. Oktober 1966  | SPÖ                 | 1946–1949                             |
| Julius Lackner (Standesbeamter)                      | * 19. April 1907; † 23. Jänner 1998     | SPÖ                 | 1949–1975                             |
| Franz Werfinger (Lehrer)                             | * 1926; † 25. Februar 2012              | SPÖ                 | 1975–1987                             |
| Johann Rohr (Bergmann)                               | * 1926; † 15. November 2019             | SPÖ                 | 1987–1991                             |
| Erich Pratter (ÖBB-Angestellter)                     | * 1940; † 29. Oktober 2019              | SPÖ                 | 1992–1998                             |
| Johann Straner (ÖBB-Angestellter)                    | * 17. November 1958                     | SPÖ                 | 1998–13. Jänner 2011                  |
| Friedrich Zach                                       | * 8. April 1957; † 25. Mai 2023         | Regierungskommissär | 13. Jänner–25. September 2011         |
| Johann Straner (ÖBB-Angestellter)                    | * 17. November 1958                     | Liste HANS          | 25. September 2011 bis 22. März 2015  |
| Johann Straner (ÖBB-Angestellter)                    | * 17. November 1958                     | SPÖ                 | 22. März 2015 bis 29. April           |
| Gernot Lobnig                                        | * 23. Februar 1964                      | SPÖ                 | 29. April 2015 bis 20. September 2023 |
| Mario Lipus (Flugsicherungsingenieur)                | * 9. Mai 1971                           | SPÖ                 | 21. September 2023 bis 27. Juni 2024  |
| Helmut Tscharre (pensionierter Gemeindebediensteter) | * um 1962                               | SPÖ                 | 27. Juni 2024 bis 22. April 2025      |
| Volkart Kienzl (Jurist und Landwirt)                 | * 1992/93                               | ÖVP                 | seit 22. April 2025                   |

## Wappen
In einem roten Schild eine schrägrechts gestellte silberne Fahne mit nach links abflatterndem, in drei rechteckigen Lätze ausgehendem Blatt, rechts unten von den schräggekreuzten Bergwerkszeichen (Hammer und Eisen – das Eisen mit den Kantenspitzen in der Mitte) begleitet. Die Fahne ist dem Wappen der Ritter von Fohnsdorf entnommen. Hammer und Eisen symbolisieren die Bergwerkstradition in der Gemeinde. Die Verleihung des Gemeindewappens erfolgte mit Wirkung vom 1. März 1956 (LGBl. 1956, 4. Stück, Nr. 14).

## Persönlichkeiten

### Ehrenbürger
- 1902 Ludwig Hess von Hessenthal, Bergdirektor und Gemeinderat
- 1927 Franz Mlekusch, Bergarbeiter und Gemeinderat
- 1959 Norbert Horvatek (1888–1982), Bürgermeister von Fohnsdorf 1924–1934, Landeshauptmann-Stellvertreter
- 1960 Franz Schaffer, Bürgermeister von Fohnsdorf 1945–1946
- 1970 Robert Jüttner, Vize-Bürgermeister von Fohnsdorf
- 1975 Julius Lackner, Vize-Bürgermeister von Fohnsdorf
- 1985 Hans Gross (1930–1992), Landeshauptmann-Stellvertreter
- 1994 Josef Haas, Pfarrer von Fohnsdorf 1964–1999
- 1998 Hannes Androsch (1938–2024), Industrieller und Politiker
- 1998 Willibald Dörflinger, Industrieller
- 1998 Helmut Zoidl (1934–2013), Industrieller

### Söhne und Töchter der Gemeinde
- Sepp Wendl (1894–1969), Wirtschaftsberater und Politiker (SPÖ), Abgeordneter zum Nationalrat
- Vinzenz Lackner (1909–1996), Schuhmacher, Schlosser, Werkmeister, Betriebsrat und Politiker (SPÖ), Abgeordneter zum Steiermärkischen Landtag
- Sylvester Stadler (1910–1995), Kommandeur der 9. SS-Panzer-Division „Hohenstaufen“, Kriegsverbrecher
- Siegfried Kokail (1932–2000), Politiker (SPÖ), Abgeordneter zum Nationalrat
- Reinhard P. Gruber (* 1947), steirischer Schriftsteller
- Heinz Schilcher (1947–2018), Fußballspieler und -manager[122]
- Egon Pajenk (1950–2022), Fußballspieler[122]
- Nikolaus Bachler (* 1951), Theaterintendant und Schauspieler
- Gernot Kranner (* 1962), Sänger, Schauspieler und Theaterregisseur
- Irene Zechner (* 1969 als Irene Koch, jetzt Irene Röhrich), Naturbahnrodlerin[122]
- Claudia Klimt-Weithaler (* 1971), Politikerin (KPÖ), Abgeordnete zum Steiermärkischen Landtag
- Rudolf Fußi (* 1978), PR-Berater, Moderator, Unternehmer, SPÖ-Aktivist und Kabarettist
- Hans Kuhn, Sportler[122]
- Egon Mayer, Leichtathlet[122]
- Edith Walcher (* als Edith Steinbauer), Skifahrerin[122]